# Мурі (Ааргау)
Мурі (нім. Muri AG) — громада  в Швейцарії в кантоні Ааргау, округ Мурі.

## Географія
Громада розташована на відстані близько 80 км на північний схід від Берна, 26 км на південний схід від Аарау.
Мурі має площу 12,3 км², з яких на 20,2% дозволяється будівництво (житлове та будівництво доріг), 58,3% використовуються в сільськогосподарських цілях, 20,9% зайнято лісами, 0,6% не є продуктивними (річки, льодовики або гори).

## Демографія
2019 року в громаді мешкало 8137 осіб (+17% порівняно з 2010 роком), іноземців було 21,7%. Густота населення становила 659 осіб/км².
За віковим діапазоном населення розподілялося таким чином: 21,1% — особи молодші 20 років, 60,8% — особи у віці 20—64 років, 18,2% — особи у віці 65 років та старші. Було 3494 помешкань (у середньому 2,3 особи в помешканні).
Із загальної кількості 5371 працюючого 147 було зайнятих в первинному секторі, 1592 — в обробній промисловості, 3632 — в галузі послуг.